# Victor Wallenberg
Victor Henry Wallenberg (* 11. März 1875 in Stockholm; † 3. November 1970 in Saltsjöbaden) war ein schwedischer Sportschütze. 
Wallenberg belegte bei den Olympischen Sommerspielen 1912 im Trap-Einzelwettbewerb den 34. und mit dem schwedischen Team im Mannschaftswettbewerb den 4. Platz.
Er war der Sohn vom Gründer der Stockholms Enskilda Banken André Oscar Wallenberg.